# Tiranas centralstation
Tiranas centralstation (albanska: Stacioni hekurudhor i Tiranës, Tiranas järnvägsstation) var en järnvägsstation i centrala Tirana, Albaniens huvudstad. 
Stationen öppnades den 23 februari 1949 och stängdes, 64 år senare, den 2 september 2013. I och med att stationen stängdes dirigerades trafiken om till Vora station.